# Napaisaurus guangxiensis
Napaisaurus guangxiensis es la única especie conocida del género extinto Napaisaurus de dinosaurio ornitópodo iguanodontiano, que vivió a mediados del período Cretácico, hace aproximadamente entre 120 a 100 millones de años, desde el Aptiense al Albiense, en lo que hoy es Asia. Encontrado en la Formación Xinlong del Cretácico Inferior de Guangxi, China. El tipo y única especie es Napaisaurus guangxiensis. El holotipo de Napaisaurus es un ilion derecho y un isquion descubierto en 2020. Su mezcla de caracteres diagónicos llevó a Ji & Zhang a nombrarlo como un nuevo género y especie en 2021. El nombre genérico se refiere a la cuenca de Napai de la que forma parte la localidad del espécimen y el nombre específico se refiere a la provincia donde se encontró.